# Газотранспортна система

Газотранспортна система України

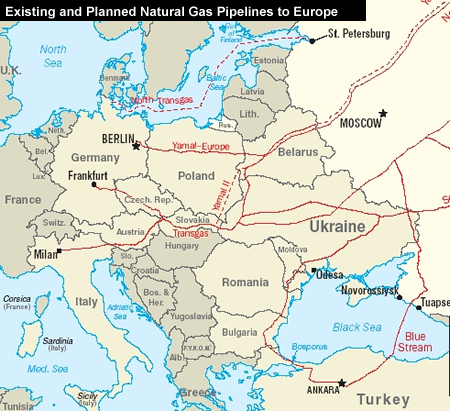
Магістральні газопроводи Європи

Газотра́нспортна систе́ма (рос.газотранспортная система; англ. gas transport system; нім. Erdgasfortleitungsnetz n, Erdgastransportnetz n) — сукупність взаємопов'язаних газопроводів і супутніх з ними споруд, призначених для забезпечення газом споживачів.
Газотранспортна система — з'єднувальна ланка між джерелами газу (родовищами) і споживачами.
До складу газотранспортної системи входять: магістральні газопроводи і розподільні газопроводи — перемички, відводи, підводи, компресорні станції.
Значна віддаленість джерел природного газу від районів споживання викликає необхідність будівництва великих газотранспортних систем.